# Grade de programação
Uma grade de programação funciona como uma espécie de calendário com mês, dia e horários dos programas de um meio midiático como um canal de televisão ou rádio. Foi implementado pioneiramente no Brasil pela TV Excelsior[carece de fontes?]
Com o crescimento das plataformas e serviços digitais que permitem o acesso não linear a conteúdos televisivos, esta abordagem da radiodifusão tem desde então sido referida utilizando o retrónimo linear (como a televisão linear e os canais lineares).